# Andrzej Piątkowski

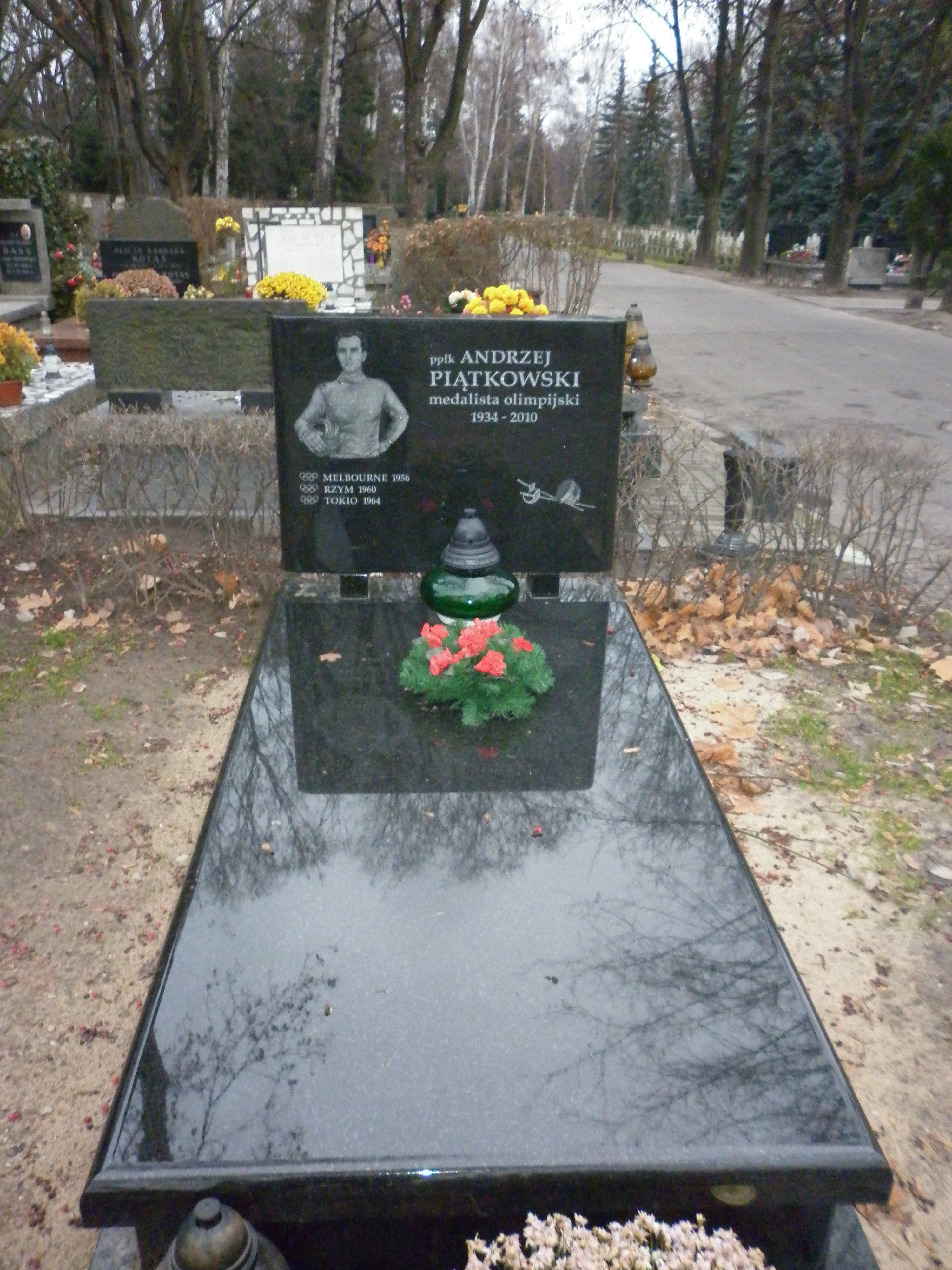
Grób Andrzeja Piątkowskiego na Cmentarzu Wojskowym na Powązkach

Andrzej Ryszard Piątkowski (ur. 22 października 1934 w Warszawie, zm. 11 czerwca 2010 tamże) – polski szermierz szablista, trzykrotny medalista olimpijski i wielokrotny medalista mistrzostw świata.
Na igrzyskach olimpijskich w Melbourne w 1956 roku razem z Jerzym Pawłowskim, Wojciechem Zabłockim, Markiem Kuszewskim, Ryszardem Zubem i Zygmuntem Pawlasem był drugi w turnieju drużynowym. Na rozgrywanych cztery lata później igrzyskach olimpijskich w Rzymie wspólnie z Pawłowskim, Zabłockim, Kuszewskim, Zubem i Emilem Ochyrą ponownie zdobył srebrny medal. Brał też udział w igrzyskach olimpijskich w Tokio w 1964 roku, gdzie reprezentacja Polski w składzie: Pawłowski, Zub, Piątkowski, Ochyra i Zabłocki zajęła trzecie miejsce. W turnieju indywidualnym odpadł w ćwierćfinałach.
Podczas mistrzostw świata w Luksemburgu w 1954 roku Pawłowski, Zabłocki, Pawlas, Piątkowski, Kuszewski i Jerzy Twardokens zajęli drugie miejsce w zawodach drużynowych. W tej samej konkurencji zdobywał następnie złote medale na mistrzostwach świata w Budapeszcie (1959), mistrzostwach świata w Buenos Aires (1962) i mistrzostwach świata w Gdańsku (1963) oraz brązowe na mistrzostwach świata w Paryżu (1957) i mistrzostwach świata w Filadelfii (1958).
Zdobył tytuł indywidualnego mistrza Polski (1966) i wicemistrza (1962), a także 12 tytułów mistrzowskich w drużynie.
Przez większość kariery był zawodnikiem Legii Warszawa. Później pracował jako trener. Był podpułkownikiem Wojska Polskiego.
Opracował układy pojedynków szermierczych w filmie Pan Wołodyjowski. Wystąpił też w roli Turka, walczącego z Wołodyjowskim w tym filmie oraz w serialu Przygody pana Michała.
Pochowany w Alei Zasłużonych na cmentarzu Powązki Wojskowe w Warszawie (kwatera C29-tuje-15).